# Кацперувка
Кацперувка (пол. Kacperówka) — село в Польщі, у гміні Блендув Груєцького повіту Мазовецького воєводства.
Населення — 71 особа (2011).
У 1975-1998 роках село належало до Радомського воєводства.

## Демографія
Демографічна структура станом на 31 березня 2011 року:
|          | Загалом | Допрацездатний вік | Працездатний вік | Постпрацездатний вік |
| -------- | ------- | ------------------ | ---------------- | -------------------- |
| Чоловіки | 36      | 5                  | 26               | 5                    |
| Жінки    | 35      | 10                 | 17               | 8                    |
| Разом    | 71      | 15                 | 43               | 13                   |